# Association des donneurs de voix
Pour les articles homonymes, voir ADV.
L'Association des donneurs de voix (ADV), est une association qui réalise et gère des enregistrements d'ouvrages littéraires (livres audio et revues) destinés à être prêtés gratuitement aux personnes empêchées de lire (aveugles, mal-voyants, handicapés moteur, personnes souffrant de tremblement, d'ataxie, de dystonie, de dyslexie, etc. en mesure de produire un certificat médical, une carte d'invalidité ou une carte de mobilité inclusion). Elle compte 106 établissements secondaires dans toute la France, dites Bibliothèques Sonores (BS). L'association est constituée et animée uniquement par des bénévoles. Elle est reconnue d'utilité publique depuis 1977 et est soutenue par les Lions Clubs et les organismes territoriaux (municipalités, conseils départementaux, conseils régionaux, etc.) et bénéficie du parrainage d'un grand nombre d'entreprises.

## Historique
En 1972, Charles-Paul Wannebroucq, un médecin ophtalmologiste, crée, avec l'aide du Lions Club de Lille Centre dont il est membre, la première bibliothèque sonore mettant à disposition des aveugles et des malvoyants des livres enregistrés sur cassettes.
Ainsi naît l'Association des donneurs de voix et la création des Bibliothèques Sonores dans le Nord de la France, puis à Paris, Bordeaux, Toulouse. Celles de Lille et Paris restent les plus importantes.
Depuis 2005, elle transforme le catalogue des ouvrages enregistrés sur cassettes. Elle offre un catalogue d'œuvres enregistrées au format MP3 et "Daisy", mises à disposition sous forme de CD, sur clé USB, carte-mémoire SD ou encore baladeur MP3.
Elle a été mise à l'honneur en 2008 sous la forme d'un timbre qui lui est consacré.
Elle bénéficie en 2009 de l’exception au droit d’auteur.
En 2010, une offre en littérature scolaire est créée, ainsi que le prix littéraire national de l’audio-lecture des bibliothèques sonores de l’Association des donneurs de voix.
Dans le respect des règles imposées, elle propose depuis 2011 ses enregistrements sur Internet via un serveur national. La consultation est libre pour tous publics, mais le téléchargement est uniquement réservé aux « audiolecteurs » inscrits dans une des Bibliothèques Sonores de France.
En 2017, l'association était constituée et animée par 2 600 bénévoles dont 1 100 donneurs de voix qui œuvrent dans 115 bibliothèques sonores. Son serveur national propose près de 8 000 livres. Elle est administrée par un conseil d'administration de quinze membres. 
En  2024,  plus  de  15 000  ouvrages  et  une  trentaine  de  revues  sont disponibles au téléchargement gratuitement pour les 25 000 audiolecteurs inscrits sur la plateforme. Au  total,  la  base  de  données  contient  plus  de  250  000  titres  à  son  catalogue  et  totalise,  selon  ses statistiques internes, plus de 2,7 millions de prêts.

## Organisation

### Cadre juridique
L'Association des donneurs de voix est déclarée à la préfecture du Nord sous le régime de la loi de 1901.
Elle est reconnue d'utilité publique par décret du 28 octobre 1977. Elle est dirigée par un conseil d'administration de quinze membres. Choisi parmi ces membres, le bureau national est élu pour un an. Son siège social est situé à Lyon (69) France.

### Cadre financier
Chaque bibliothèque sonore a son autonomie budgétaire. Les ressources locales doivent couvrir les dépenses et une participation annuelle aux frais d'administration générale de l'association.
La comptabilité est conforme au plan comptable des associations.
La situation financière de chaque bibliothèques sonores est communiquée régulièrement au délégué régional et au trésorier national pour centralisation des comptes de l'association.

### Cadre fonctionnel
Les bibliothèques sonores sont regroupées en régions.
Elles sont coordonnées et suivies par un délégué régional, délégué du conseil d'administration.
L'organisation, le fonctionnement et les relations des bibliothèques sonores au sein de l'association sont régis par les statuts, le règlement intérieur et le guide des bibliothèques sonores.